# Adewale Sapara
Adewale Oluwafemi Sapara (Lagos, 27 gennaio 1995) è un calciatore nigeriano, attaccante dell'Yenicami.

## Carriera
Dopo aver militato per diversi anni nelle serie inferiori del campionato portoghese, nel 2020 ha firmato con il Leixões. Il 13 settembre ha esordito in Segunda Liga disputando l'incontro pareggiato per 2-2 contro il Casa Pia, dove ha segnato il gol del momentaneo 1-1.
Il 31 gennaio 2022 è stato acquistato dalla Portimonense, con cui il 5 febbraio ha esordito in Primeira Liga in occasione dell'incontro pareggiato per 1-1 contro il Paços Ferreira.

## Statistiche

### Presenze e reti nei club
Statistiche aggiornate al 16 gennaio 2023.
| Stagione            | Squadra             | Campionato          | Campionato | Campionato | Coppe nazionali | Coppe nazionali | Coppe nazionali | Coppe continentali | Coppe continentali | Coppe continentali | Altre coppe | Altre coppe | Altre coppe | Totale | Totale |
| Stagione            | Squadra             | Comp                | Pres       | Reti       | Comp            | Pres            | Reti            | Comp               | Pres               | Reti               | Comp        | Pres        | Reti        | Pres   | Reti   |
| ------------------- | ------------------- | ------------------- | ---------- | ---------- | --------------- | --------------- | --------------- | ------------------ | ------------------ | ------------------ | ----------- | ----------- | ----------- | ------ | ------ |
| 2014-2015           | Quarteirense        | CNS                 | 9          | 1          | CP              | 0               | 0               |                    | -                  | -                  |             | -           | -           | 9      | 1      |
| 2015-2016           | Sertanense          | CdP                 | 18         | 2          | CP              | 0               | 0               |                    | -                  | -                  |             | -           | -           | 18     | 2      |
| 2017-2018           | Almancilense        | CdP                 | 26         | 11         | CP              | 0               | 0               |                    | -                  | -                  |             | -           | -           | 26     | 11     |
| 2018-gen. 2019      | Oleiros             | CdP                 | 11         | 8          | CP              | 2               | 0               |                    | -                  | -                  |             | -           | -           | 13     | 8      |
| gen.-giu. 2019      | Olhanense           | CdP                 | 18         | 8          | CP              | -               | -               |                    | -                  | -                  |             | -           | -           | 18     | 8      |
| 2019-2020           | Olhanense           | CdP                 | 22         | 15         | CP              | 0               | 0               |                    | -                  | -                  |             | -           | -           | 22     | 15     |
| Totale Olhanense    | Totale Olhanense    | Totale Olhanense    | 40         | 23         |                 | 0               | 0               |                    | -                  | -                  |             | -           | -           | 40     | 23     |
| 2020-2021           | Leixões             | LdH                 | 20         | 3          | CP              | 2               | 0               |                    | -                  | -                  |             | -           | -           | 22     | 3      |
| 2021-gen. 2022      | Leixões             | LdH                 | 16         | 7          | CP+CdL          | 3+1             | 1+1             |                    | -                  | -                  |             | -           | -           | 20     | 9      |
| Totale Leixões      | Totale Leixões      | Totale Leixões      | 36         | 10         |                 | 6               | 2               |                    | -                  | -                  |             | -           | -           | 42     | 12     |
| gen.-giu. 2022      | Portimonense        | PL                  | 4          | 0          | CP+CdL          | -               | -               |                    | -                  | -                  |             | -           | -           | 4      | 0      |
| 2022-2023           | Portimonense        | PL                  | 5          | 0          | CP+CdL          | 1               | 0               |                    | -                  | -                  |             | -           | -           | 6      | 0      |
| Totale Portimonense | Totale Portimonense | Totale Portimonense | 9          | 0          |                 | 1               | 0               |                    | -                  | -                  |             | -           | -           | 10     | 0      |
| Totale carriera     | Totale carriera     | Totale carriera     | 149        | 55         |                 | 9               | 2               |                    | -                  | -                  |             | -           | -           | 158    | 57     |